# آبگرم (مرودشت)
آبگرم (مرودشت)، روستایی از توابع بخش مرکزی شهرستان مرودشت در استان فارس ایران است.

## جمعیت
این روستا در دهستان رامجرد یک قرار دارد و بر اساس سرشماری مرکز آمار ایران در سال 1395، جمعیت آن ۹۳نفر (۲۷ خانوار) بوده‌است.